# Nassirou Ouro-Akpo
Abdou-Nassirou Ouro-Akpo (* 5. Juni 1982 in Bafilo) ist ein ehemaliger togoischer Fußballnationalspieler.

## Karriere
Seine Heimatvereine heißen Bigilo FC und Maranatha FC. Als Torschützenkönig in Togo mit 19 Treffern wurde Ouro-Akpo im Januar 2003 von Rot-Weiß Oberhausen verpflichtet. Für RWO spielte der Stürmer von 2003 bis 2006 in der 2. Fußball-Bundesliga und der Regionalliga Nord. In den Folgejahren war er für den Verbandsligisten DJK Germania Gladbeck sowie für Schwarz-Weiß Essen und Westfalia Herne in der Oberliga aktiv. Zur Saison 2010/11 wechselte Ouro-Akpo zum NRW-Ligisten SC Fortuna Köln, mit dem er in die Regionalliga aufstieg. Im Sommer 2011 schloss sich der Angreifer dem SV Schermbeck an. Nach dem Abstieg der Schermbecker aus der Oberliga Westfalen 2013 wechselte Ouro-Akpo zum Verbandsligisten TSV Marl-Hüls. Nach einem halben Jahr in Marl und wenig Einsatzzeit schloss er sich in der Winterpause 2013/14 dem Ligakonkurrenten DSC Wanne-Eickel an. In der Winterpause der folgenden Saison löste er seinen Vertrag beim DSC auf und schloss sich im Januar 2015 dem Oberligisten Schwarz-Weiß Essen an. Im Sommer 2016 verpflichtete ihn der Bezirksligist SC Blau-Weiß Oberhausen-Lirich. Im Juli 2017 ging er in die Duisburger Kreisliga zum SV Laar 21. Ouro-Akpo wechselte im Juli 2018 in die Kreisliga C Gruppe 2 zu Hibernia Alstaden.
In der togoischen Nationalmannschaft kam er auf mindestens neun Einsätze.